# FNSアナウンス大賞
FNSアナウンス大賞（エフエヌエスアナウンスたいしょう）とは、フジテレビを初めとするFNS加盟各局のアナウンサーから、優秀なアナウンサーを表彰する制度である。FNS加盟各局のアナウンサーの資質を向上させる目的で、1985年から毎年審査と表彰式を実施している。
審査部門は「新人」「番組」「スポーツ」「ナレーション」で、加盟各局のアナウンサーが、前年度の担当番組から1つをノミネート。局内選考・ブロック審査を経て、全国規模の最終審査会によって部門別に「アナウンス賞」（1位）「敢闘賞」（2位）「奨励賞」（3位）「ブロック賞」などを選んだ後に、全ての部門から「アナウンス大賞」を1名選出する。「新人部門」は前年度の時点で加盟各局への入社3年目までのアナウンサーが対象で、かつては「CM部門」も設けられていた。2024年の第40回では、岡山放送のアナウンス室が、手話放送などの情報アクセシビリティ活動を30年間続けていることを理由に「特別賞」を授与されている。
例年は、2月に最終審査会、3～4月頃に東京で表彰式を実施。近年は、その模様がフジテレビ公式サイト内の「アナルーム・ニュース」で伝えられている。ただし、新型コロナウイルスへの感染が拡大している2020年（第36回）から2022年（第38回）までは、オンライン方式での表彰に切り替えていた。

## 過去の主な受賞者
※所属は全て当時のもの。
| 回数              | 大賞 （年間MVP）                                                      | 受賞内容・理由                                                                                            | アナウンス賞                | アナウンス賞                  | アナウンス賞                  | アナウンス賞                | アナウンス賞                                 |
| 回数              | 大賞 （年間MVP）                                                      | 受賞内容・理由                                                                                            | 新人部門                    | 番組部門                      | スポーツ部門                  | ナレーション部門            | CM部門                                       |
| ----------------- | --------------------------------------------------------------------- | --- | --------------------------- | ----------------------------- | ----------------------------- | --------------------------- | -------------------------------------------- |
| 第1回 （1985年）  | 山中秀樹 （フジテレビ）                                               | | 生田恵子 （テレビ熊本）     | 桑原征平 （関西テレビ）       |                               |                             | 林勇 （長野放送）                            |
| 第2回 （1986年）  | 須田哲夫 （フジテレビ）                                               | | 加茂川里美 （鹿児島テレビ） | 山内亨 （仙台放送）           |                               |                             | 梅田淳 （関西テレビ）                        |
| 第3回 （1987年）  | 山田幸子 （愛媛放送）                                                 | | 三竹映子 （フジテレビ）     | 益田由美 （フジテレビ）       |                               |                             | 林勇 （長野放送）                            |
| 第4回 （1988年）  | 三満美穂 （テレビ新広島）                                             | | 島崎富佐子 （テレビ宮崎）   | 桑原征平 （関西テレビ）       |                               |                             | 筒井櫻子 （フジテレビ）                      |
| 第5回 （1989年）  | 堺正幸 （フジテレビ）                                                 | | 関純子 （関西テレビ）       | 塚原真理子 （仙台放送）       |                               |                             | 土居寛親 （愛媛放送）                        |
| 第6回 （1990年）  | 吉崎典子 （フジテレビ）                                               | | 戸澤真帆 （テレビ宮崎）     | 松本京子 （テレビ新広島）     |                               |                             | 岩田雅人 （福島テレビ）                      |
| 第7回 （1991年）  | 高井一 （東海テレビ）                                                 | 『ふるさと紀行』ナレーション                                                                              | 稲葉寿美 （東海テレビ）     | 中井美穂 （フジテレビ）       | （第8回から創設）             |                             | 田島義彦・藤生直子 （山形テレビ）            |
| 第8回 （1992年）  | 杉本清 （関西テレビ）                                                 | | 中村江里子 （フジテレビ）   | 須田真理 （富山テレビ）       | 三宅正治 （フジテレビ）       |                             | 福田浩一 （テレビ熊本）                      |
| 第9回 （1993年）  | 内田信子 （サガテレビ）                                               | | 菅原美千子 （仙台放送）     | 加藤寿一 （秋田テレビ）       | 三宅正治 （フジテレビ）       |                             | 崎島誠・中村朋美・古井千佳夫（鹿児島テレビ） |
| 第10回 （1994年） | 高橋幸平 （テレビ西日本）                                             | | 佐藤拓雄 （仙台放送）       | 松本京子 （テレビ新広島）     | 馬場鉄志 （関西テレビ）       |                             | 榎本文克 （福島テレビ）                      |
| 第11回 （1995年） | 棚田徹 （テレビ新広島）                                               | | 小島奈津子 （フジテレビ）   | 江崎雅子 （テレビ長崎）       | 毛利八郎 （関西テレビ）       |                             | 林勇・岩本美智子 （長野放送）                |
| 第12回 （1996年） | 田久保尚英 （テレビ西日本）                                           | | 佐々木義尊 （テレビ熊本）   | 阿部知代 （フジテレビ）       | 吉田伸男 （フジテレビ）       |                             | 山田幸子 （愛媛放送）                        |
| 第13回 （1997年） | 菅原美千子 （仙台放送）                                               | | 佐々木裕子 （テレビ宮崎）   | 松尾紀子 （フジテレビ）       | 馬場鉄志 （関西テレビ）       |                             | 金井淳郎 （福島テレビ）                      |
| 第14回 （1998年） | 松尾紀子 （フジテレビ）                                               | | 吉本郁子 （テレビ大分）     | 土居寛親 （愛媛放送）         | 大橋雄介 （関西テレビ）       |                             | 菊池恵子 （東海テレビ）                      |
| 第15回 （1999年） | 塩原恒夫 （フジテレビ）                                               | ? | 竹下陽平 （フジテレビ）     | 木幡美子 （フジテレビ）       | 森脇淳 （東海テレビ）         |                             | 高田英子 （北海道文化放送）                  |
| 第16回 （2000年） | 原田幸子 （福島テレビ）                                               | ? | 向井佐都子 （福島テレビ）   | 竹下美保 （岡山放送）         | 福田浩一 （テレビ熊本）       | （17回から創設）            | 柳田哲志 （テレビ宮崎）                      |
| 第17回 （2001年） | 古井千佳夫 （鹿児島テレビ）                                           | 青春ミレニアム 「10秒に駆けた青春」                                                                       | 大野綾子 （仙台放送）       | 庄野俊哉 （東海テレビ）       | 大橋雄介 （関西テレビ）       | 豊田康雄 （関西テレビ）     | （16回まで）                                 |
| 第18回 （2002年） | 山本浩之 （関西テレビ）                                               | NYリポート                                                                                                | 内田恭子 （フジテレビ）     | 高橋巨典 （テレビ宮崎）       | 青嶋達也 （フジテレビ）       | 向井佐都子 （福島テレビ）   |                                              |
| 第19回 （2003年） | 工藤健太 （テレビ大分）                                               | ? | 郡司琢哉 （テレビ熊本）     | 三上絵里 （テレビ新広島）     | 森昭一郎 （フジテレビ）       | 大橋雄介 （関西テレビ）     |                                              |
| 第20回 （2004年） | 森脇淳 （東海テレビ）                                                 | 春高バレー 決勝戦                                                                                         | 吉井歌奈子 （東海テレビ）   | 向井佐都子 （福島テレビ）     | 竹下陽平 （フジテレビ）       | 深津麻弓 （富山テレビ）     |                                              |
| 第21回 （2005年） | 石井百恵 （テレビ新広島）                                             | ひろしまこの1年                                                                                           | 古賀奈津子 （サガテレビ）   | 伊藤美菜子 （北海道文化放送） | 大谷真宏 （テレビ西日本）     | 三上絵里 （テレビ新広島）   |                                              |
| 第22回 （2006年） | 馬場鉄志 （関西テレビ）                                               | 第66回菊花賞の中継における実況                                                                            | 武井正晴 （東海テレビ）     | 高橋巨典 （テレビ宮崎）       | 金澤聡 （仙台放送）           | 山本琢也 （テレビ熊本）     |                                              |
| 第23回 （2007年） | 榎木田朱美 （テレビ宮崎）                                             | 「蘇れ!神話鉄道」 （高千穂鉄道高千穂線ドキュメンタリー）                                                  | 倉田大誠 （フジテレビ）     | 阿部知代 （フジテレビ）       | 青嶋達也 （フジテレビ）       | 吉田雅英 （北海道文化放送） |                                              |
| 第24回 （2008年） | 佐々木恭子 （フジテレビ）                                             | FNSチャリティー支援国取材                                                                                 | 米田元気 （福島テレビ）     | 松井美智子 （東海テレビ）     | 塩原恒夫 （フジテレビ）       | 柳田哲志 （テレビ宮崎）     |                                              |
| 第25回 （2009年） | 福田布貴子 （福井テレビ）                                             | チカッペ!輝け☆福井のアスリートたち 「時代よ、オレについてこい」                                           | 平野有海 （テレビ静岡）     | 近藤英恵 （テレビ静岡）       | 森昭一郎 （フジテレビ）       | 斉藤誠征 （東海テレビ）     |                                              |
| 第26回 （2010年） | 尾谷いずみ （テレビ熊本）                                             | 土に生きる －ダム水没予定地・ある農民の手記－ （川辺川ダムドキュメンタリー）                              | 佐藤晶代 （テレビ大分）     | 寺田早輪子 （仙台放送）       | 小田島卓生 （東海テレビ）     | 桜庭亮平 （フジテレビ）     |                                              |
| 第27回 （2011年） | 豊田康雄 （関西テレビ）                                               | | 小野木梨衣 （石川テレビ）   | 田中宏枝 （テレビ静岡）       | 三好ジェームス （沖縄テレビ） | 平野有海 （テレビ静岡）     |                                              |
| 第28回 （2012年） | 佐藤拓雄 （仙台放送）                                                 | 東日本大震災報道                                                                                          | 横内美紗 （新潟総合テレビ） | 廣川明美 （新潟総合テレビ）   | 斉藤誠征 （東海テレビ）       | 斉藤舞子 （フジテレビ）     |                                              |
| 第29回 （2013年） | 岡安譲 （関西テレビ）                                                 | 第60回阪神大賞典の中継における実況                                                                        | 中島めぐみ （関西テレビ）   | 柴崎美穂 （石川テレビ）       | 森昭一郎 （フジテレビ）       | 平良いずみ （沖縄テレビ）   |                                              |
| 第30回 （2014年） | 寺田早輪子 （仙台放送）                                               | 「青い鯉のぼり」                                                                                          | 新実彰平 （関西テレビ）     | 森本さやか （フジテレビ）     | 倉田大誠 （フジテレビ）       |                             |                                              |
| 第31回 （2015年） | 千葉絢子 （岩手めんこいテレビ）                                       | | 豊嶋啓亮 （福島テレビ）     |                               |                               |                             |                                              |
| 第32回 （2016年） | 斉藤誠征 （東海テレビ） 新実彰平（関西テレビ） 武田祐子（フジテレビ） | | 鈴木康一郎 （福島テレビ）   |                               |                               |                             |                                              |
| 第33回 （2017年） | 藤本晶子 （東海テレビ）                                               | 『スイッチ! 』真田丸舞台探訪ツアー ナレーション                                                           | 橋本真衣 （テレビ西日本）   | 熊本竜太 （テレビ熊本）       | 深井瞬 （テレビ新広島）       |                             |                                              |
| 第34回 （2018年） | 坂梨公俊 （テレビ西日本）                                             | 『ホークス1ダホー!LIVE2017』ソフトバンク 対 西武戦中継の実況                                              | 牧広大 （仙台放送）         | 武田華奈 （テレビ宮崎）       | 中村剛大 （北海道文化放送）   | 竹内友佳 （フジテレビ）     |                                              |
| 第35回 （2019年） | 坂元龍斗 （関西テレビ）                                               | 『直撃LIVE グッディ!』（フジテレビ制作）向け寝屋川中1男女殺害事件初公判生中継でのリポート                 | 河谷麻瑚 （石川テレビ）     | 福島智之 （東海テレビ）       | 川島壮雄 （関西テレビ）       | 中島めぐみ （関西テレビ）   |                                              |
| 第36回 （2020年） | 吉井誠 （テレビ長崎）                                                 | 内村航平（放送対象地域である長崎県諫早市出身の男子体操選手）への独占インタビュー                          | 谷元星奈 （関西テレビ）     | 鈴木美花 （長野放送）         | 中村光宏 （フジテレビ）       | 立本信吾 （フジテレビ）     |                                              |
| 第37回 （2021年） | 衣笠梨代 （テレビ新広島）                                             | 被爆75年TSS報道特別番組『誰がための放影研』（2020年8月6日に広島ローカルで放送）でのナレーション           | 柴田美奈 （東海テレビ）     | 谷元星奈 （関西テレビ）       | 吉原功兼 （関西テレビ）       | 速水里彩 （東海テレビ）     |                                              |
| 第38回 （2022年） | 立本信吾 （フジテレビ）                                               | | 橋本和花子 （関西テレビ）   | 川島壮雄 （関西テレビ）       | 服部優陽 （関西テレビ）       | 斉藤舞子 （フジテレビ）     |                                              |
| 第39回 （2023年） | 川島壮雄 （関西テレビ）                                               | 阪神ジュベナイルフィリーズの中継における実況                                                              | 篠田愛純 （東海テレビ）     | 福島智之 （東海テレビ）       | 立本信吾 （フジテレビ）       | 速水里彩 （東海テレビ）     |                                              |
| 第40回 （2024年） | 長島弘樹 （富山テレビ）                                               | 『BBTドキュメンタリーズ「忘れない」～コロナ3年の記録～』（2023年6月に富山ローカルで放送）でのナレーション | 橋本和花子 （関西テレビ）   | 永井友梨 （テレビ宮崎）       | 深井瞬 （テレビ新広島）       | 谷元星奈 （関西テレビ）     |                                              |
| 第41回 （2025年） | 木村拓也 （フジテレビ）                                               | | 山根美乃梨 （鹿児島テレビ） | 橋本和花子 （関西テレビ）     | 中村剛大 （北海道文化放送）   | 北村花絵 （テレビ静岡）     |                                              |